# Aristides de Sousa Mendes
Aristides de Sousa Mendes do Amaral e Abranches (Cabanas de Viriato, Portugália, 1885. július 19. – Lisszabon, Portugália, 1954. április 3.) portugál diplomata, Bordeaux konzulátusának főkonzulja. Jehuda Bauer izraeli történész, híres holokauszt-kutató szerint Mendez nevéhez fűződik "a legnagyobb mentési akció a holokauszt során, melyet egyetlen ember irányított".
A második világháború idején 1940-ben a német katonák északon benyomultak Franciaországba. A lakosság egy jelentős része dél felé kezdett menekülni, a cél Bordeaux kikötővárosa volt, ahonnan hajóval a biztonságosabb országokba szerettek volna átjutni, amihez viszont vízumra volt szükségük. 
A portugál diktátor, António de Oliveira Salazar megtiltotta, hogy portugál átutazó vízumot adjanak ki a franciaországi konzuljai. 
Sousa Mendes, a konzulátus vezetője, ellentmondva feletteseinek, családtagjai segítségével szinte megállás nélkül adta ki a vízumokat mindenkinek, politikai nézetre, vallásra, fajra, nemre való tekintet nélkül. A nácik egyre közeledtek, Mendesék éjjel-nappal dolgoztak, alig aludtak és ettek, hogy minél több embert tudjanak átjuttatni a biztonságosabb országokba.
Miután ellenszegülésére fény derült, elbocsátották, de ő még ezután is folytatta az emberek megmentését. Olyan határátkelőhelyeket keresett, ahol még nem tudták, hogy az általa kiadott vízumok már érvénytelenek és folytatta mentőakcióját. Amikor a német csapatok már Bordeauxo-t is elfoglalták, portugál útleveleket osztott, majd ő is hazájába, Portugáliába menekült át.
Tudta, hogy tette súlyos következményekkel fog járni, de katolikus hite és lelkiismerete szerint cselekedett.
Inkább állok Isten oldalán az emberek ellenében, mint az emberek oldalán, Isten ellenében.
Az általa megmentett emberek száma pontosan nem ismert, több tízezerre becsülik. 
A Jewish Life magazin 30.000-et (közülük legalább 10.000 zsidó) írt 1964-ben.
Tetteinek elismerésére halála után több évtizeddel került csak sor. 1966. október 18-án a jeruzsálemi Jad Vasem (a Holokauszt Áldozatainak és Hőseinek Izraeli Emlékhatósága) posztumusz az egyik legmagasabb izraeli állami elismerést, a Világ Igaza kitüntetést adományozta neki.

## Fiatalkora, családja
1885. július 19-én Portugáliában, Viseu mellett, Cabanas de Viriato faluban született, nem sokkal éjfél után. Egypetéjű ikertestvére Cesar, még 18-án, pár perccel előtte látta meg a napvilágot.
A szülők jómódúak voltak, az apjuk José de Sousa Mendes a legfelsőbb bíróság bírája, anyjuk Maria Angelina Ribeiro de Abranches arisztokrata felmenőkkel rendelkezett.
A szülők szigorú értékrend szerint nevelték fiaikat, ügyeltek magas szintű iskoláztatásukra, jogi pályára szánták őket. 1902-ben a Coimbrai Egyetemre küldték őket tanulni, mely az ország legrangosabb iskolája volt. Jogi kara szólás- és gondolatszabadságról volt híres, ahol a hallgatók szabadon nyilváníthattak véleményt, még a politikáról is. Ez a szabad véleménynyilvánítás hatással volt Mendes későbbi életére és tevékenységeire is. 
1907-ben végzett mindkét fiú, megszerezve jogi diplomájukat.

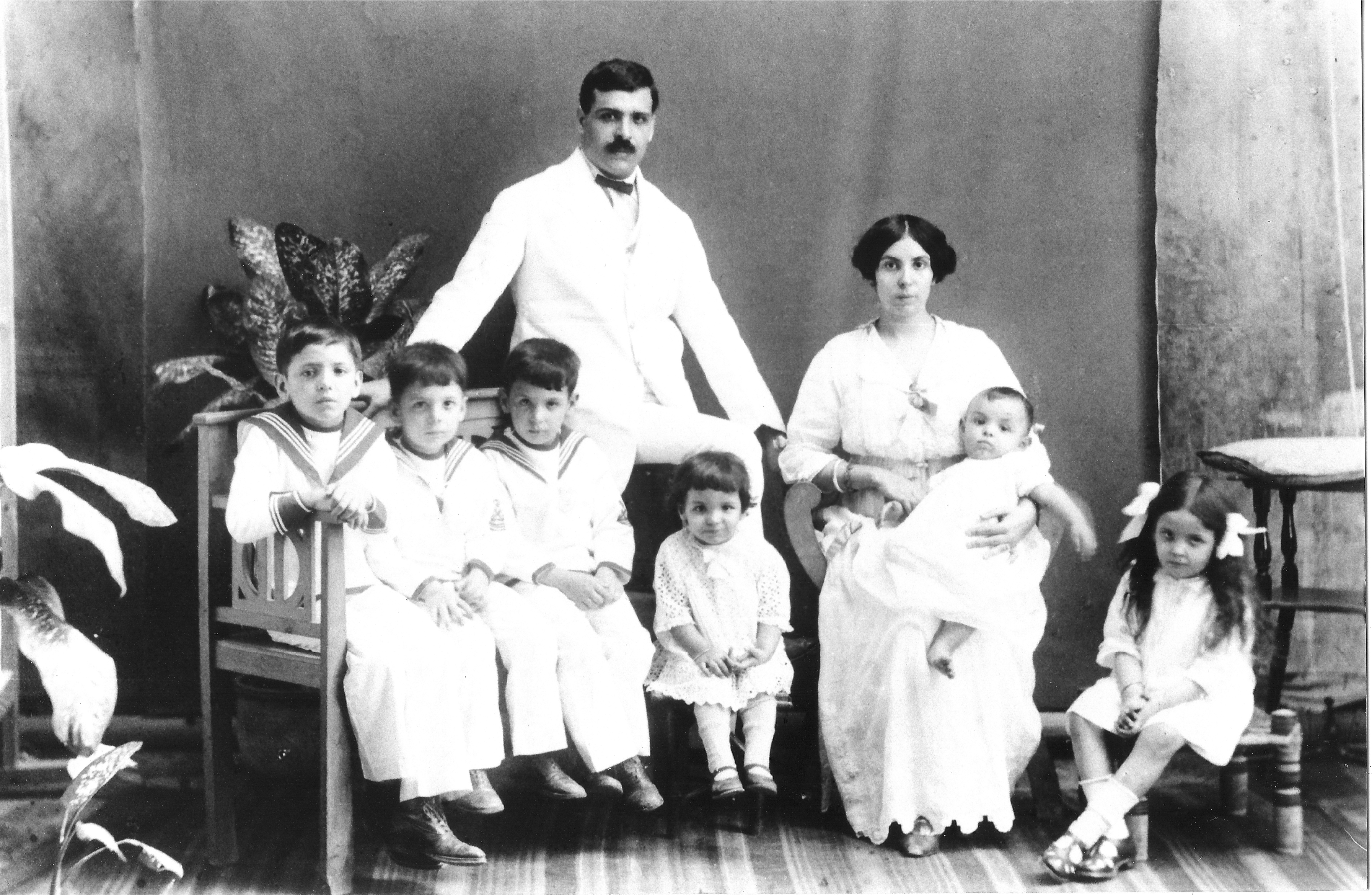
Mendes, felesége és első hat gyermekük

1908-ban feleségül vette unokatestvérét, Maria Angelina Coelhot (született 1888. augusztus 20-án), akitől tizennégy gyermeke született.
1934-ben két gyermeküket is elveszítették, Manuel fiuk 22 éves volt, éppen végzett a Louvaini Egyetemen, Raquel lányuk pedig még csak egy éves volt, mikor agyhártyagyulladásban meghalt.
Mendes 1940-ben megismerkedett Andrée Cibial francia énekesnővel, aki 23 évvel volt fiatalabb nála. A viszonyból született meg Mendes 15. gyermeke, Marie-Rose Faure nevű lánya. Felesége 1948 augusztusában történt halála után egy évvel feleségül vette Cibialt és élete végéig vele maradt. Casa do Passalban, nélkülözve éltek.

## Pályafutása
A diploma megszerzése után Mendes joggyakornok volt, ügyvédi pályafutása elején több ügyben volt védőügyvéd. 1910. május 12-én nevezték ki 2. osztályú konzulnak.
Először Demararában (Brit Guyana), majd Zanzibárban lett konzul. Zanzibárban olyan nagy tekintélyre tett szert, hogy az akkor született fiuknak, Geraldonak a zanzibári szultán lett a keresztapja.
Az afrikai éghajlatot nagyon nehezen bírta a család, Mendes többször kérte áthelyezését, mely 1918 februárjában valósult meg, a brazíliai Curitiba városában, majd Porto Alegreben kapott munkát. Még ez évben Sidónio Pais elnöksége alatt 1. osztályú konzullá léptették elő. 1919 augusztusában a külügyminisztérium átmenetileg felfüggesztette állásából, mert veszélyesnek tartották a köztársaságra. A fizetéskiesés megviselte a családot, ezért Mendes kérte áthelyezését. 
1921-ben Kaliforniában a San Franciscó-i konzulátus ideiglenes vezetője lett, majd Bostonban is dolgozott.
1926-ban Lisszabonban a Kereskedelmi és Konzuli Ügyek Főigazgatóságán vállalt munkát. 
1926. május 28-án a spanyolországi Vigoban nevezték ki konzulnak.
1929-től 1938-ig Antwerpenben főkonzul volt, itt olyan ismert emberekkel kötött barátságot, mint Maurice Maeterlinck Nobel-díjas író és Albert Einstein tudós.
II. Lipót belga király Lipót-renddel, később Koronarenddel tüntette ki.
1938-ban Bordeauxba helyezték át.

## A második világháborúban

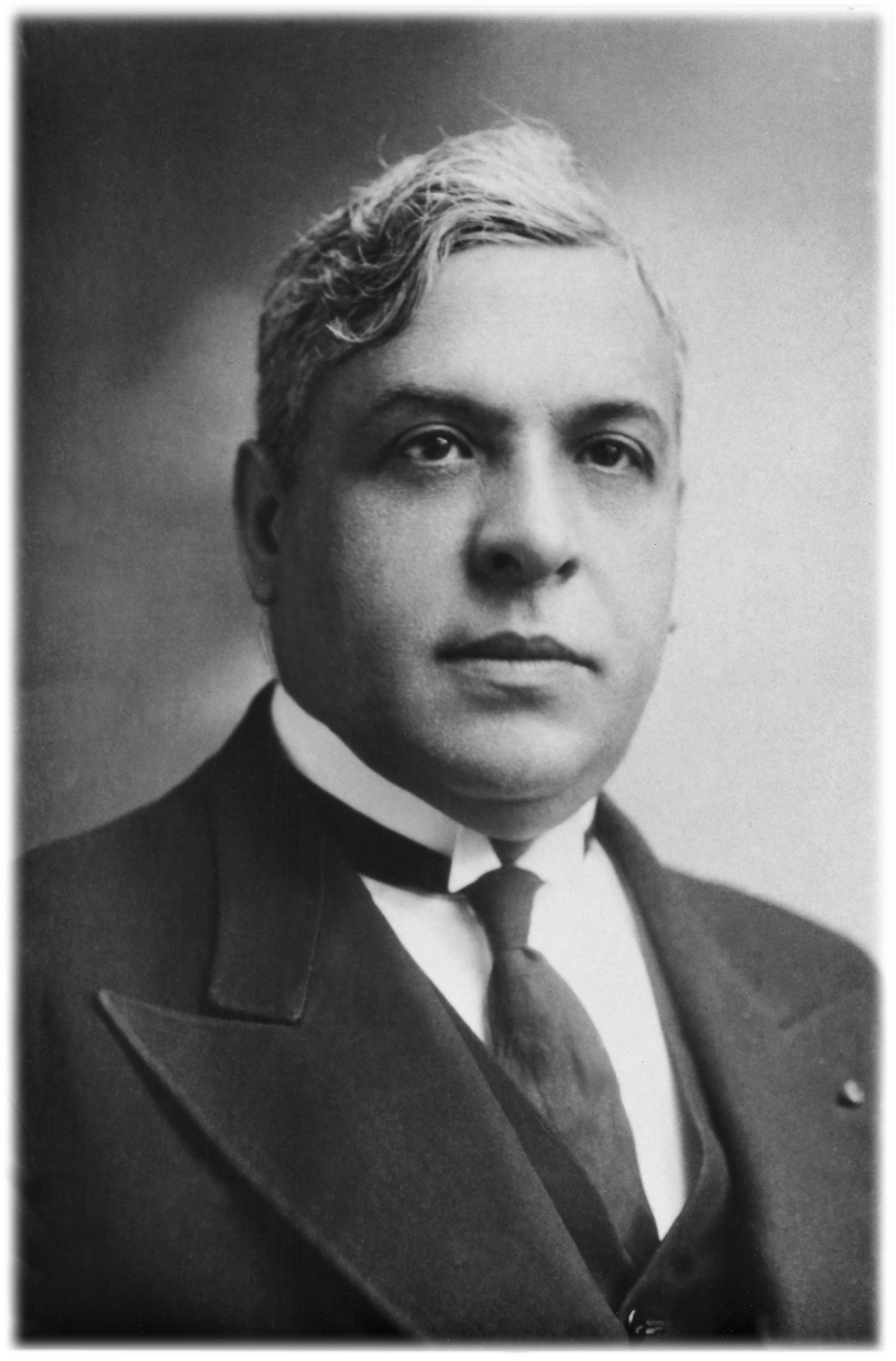
Aristides de Sousa Mendes 1940-ben

1940. május 10-én a náci Németország megkezdte franciaországi hadjáratát.
Északról kezdték az inváziót, a francia csapatok ellenállása ellenére folyamatosan nyomultak az ország középső része felé. Június 10-én Olaszország is hadat üzent és megtámadta Franciaországot, melynek eredményeképpen a francia védelmi erők végképp összeomlottak. Az ország 1940. június 22-én megadta magát Németországnak, a németek felhúzták a horogkereszt jelképet a Diadalívnél. 
A kormány Párizsból Bordeauxba menekült. Több tízezer ember szintén idetartott, hogy vízumot szerezve biztonságosabb országokba tudjanak átjutni. Folyamatosan érkeztek a menekültek, több ezren gyűltek össze Európa egyik legnagyobb terén, a La Place des Quinconces-en, és a Quai Louis XVIII. 14. épület előtt. Ebben az ötemeletes folyóparti épületben volt a portugál konzulátus, melynek főkonzulja Sousa Mendes volt. 
A menekültek nem tudták, hogy hét hónappal korábban, 1939. november 11-én  Portugália diktátora, António de Oliveira Salazar kiadott egy 14-es körlevelet, amelyben megtiltotta diplomatáinak, hogy vízumot adjanak a legtöbb menekültnek, különösen a zsidóknak, az oroszoknak és bárki másnak. akit a konfliktus „hontalanná” tett.
Az intézkedés egyszerre volt embertelen és alkotmányellenes, mivel a portugál alkotmány kimondta, hogy senkit sem lehet politikai vagy vallási alapon megkülönböztetni.
1937-ben Salazar még nyilvánosan bírálta a nürnbergi törvényeket, egy évvel később Manuel Gonçalves Cerejeira lisszaboni bíboros pedig Hitler rendszerét. Ugyanebben az évben Salazar utasította Portugália berlini nagykövetségét, hogy tegyen meg mindent a portugál zsidók védelmében, és Lisszabonban megjelentek a zsidó menekülteket segítő szervezetek is.
Mikor a nácik kezdték megszállni Európát, Salazar már vonakodott provokálni Hitlert vagy Spanyolország vezetőjét, Francisco Francot.
Sousa Mendest (aki azt gyanította, hogy a spanyol inkvizíció idején áttérésre kényszerült zsidók leszármazottja), vallásos ember lévén mélyen megdöbbentette a rengeteg szenvedés amit látott. 
A helyzet egyre romlott, Mendes idős, beteg és terhes menekülteket hívott lakásába, ahol székeken, takarókon és a padlót borító szőnyegeken aludtak. Még a konzul irodái is zsúfolásig megteltek menekültek tucatjaival, akik halálosan fáradtak voltak, mert éjjel-nappal az utcán, a lépcsőkön és az irodákban várakoztak. A portugál diplomáciai szolgálatnak a lisszaboni kormány külön beleegyezését kellett kérnie ahhoz, hogy bizonyos kategóriájú kérelmezők számára vízumot adhassanak ki, de hiába táviratoztak Lisszabonba naponta többször is, kérve az engedélyezést, választ sosem kaptak. 

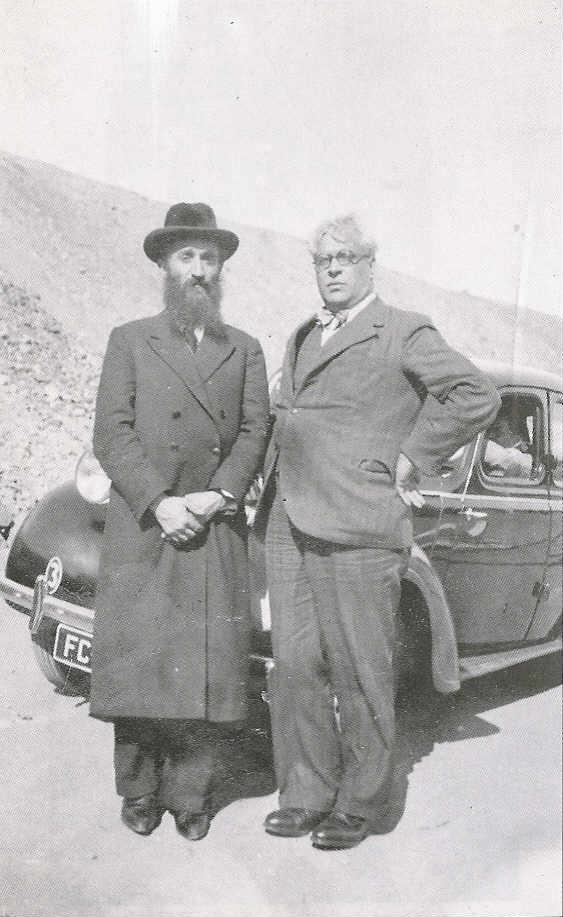
Chaim Kruger rabbi és Aristides de Sousa Mendes 1940-ben

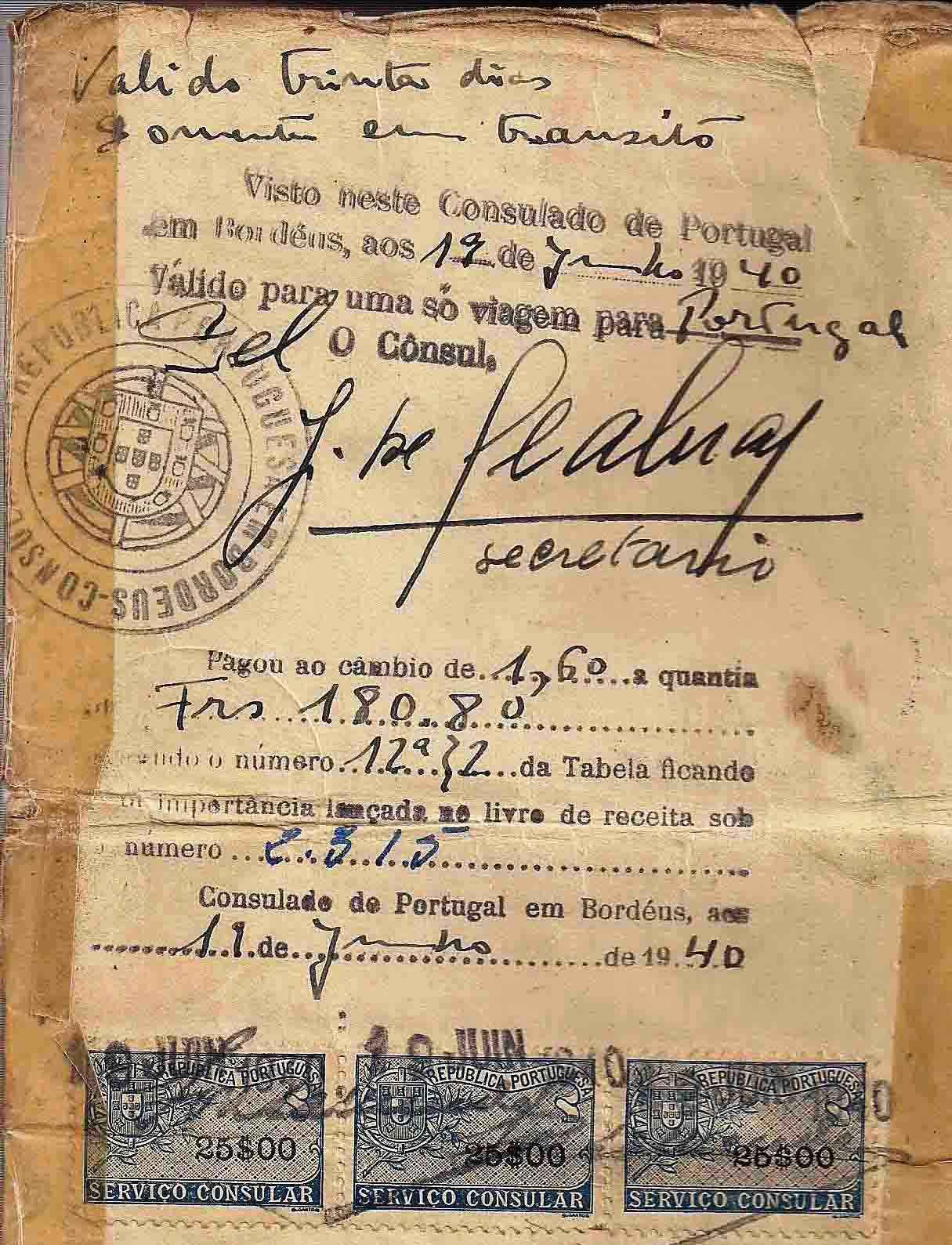
Dr. Aristides de Sousa Mendes által 1940. június 19-én kiállított életmentő vízum, amely a titkárának, José Seabranak az aláírásával van ellátva

Egy este Sousa Mendes autóba ült, hogy szemügyre vegye a környéket. A Nagy zsinagógához közeledve egy hosszú, sötét színű, kétsoros kaftánban ülő férfit látott, egy lengyel rabbit, akit Chaim Krugernek hívtak. Korábban egy belgiumi faluban szolgált, de feleségével, Cillával és öt kisgyermekükkel kénytelen volt elmenekülni. Mendes elhívta a konzulátusra, hogy élelmet és pihenőhelyet biztosítson számukra és egyúttal kijelentette, hogy a parancs értelmében egyetlen zsidó sem kaphat vízumot.
Mendes titokban mégis engedélyt kért Lisszabontól a vízumok kiadására, de június 13-án a Külügyminisztérium ezt megtagadta. Ő mégis felajánlotta a rabbinak és családjának a papírokat. Kruger visszautasította őket, mondván nem csak nekik van szükségük a papírokra, hanem minden zsidó társuknak, akik életveszélyben vannak.
A bombák hangja egyre erősödött, jelezve a németek közeledtét, de a kormány szilárdan kitartott amellett, hogy megtagadja a menekültektől a határátlépést egy biztonságosabb országba.
Mendes idegösszeomlást kapott, három napig enni sem tudott kijönni a szobájából, majd a harmadik nap, június 17-én azzal rontott ki, hogy mindenkinek vízumot fog adni, bárki is legyen az, csak a lelkiismerete szerint, keresztényként viselkedhet.
Vízumot írt alá azoknak a menekülteknek, akiknek volt útlevelük, és azoknak is, akiknek nem volt. Ezrével álltak sorban az íróasztalánál, az ajtónál, a lépcsőkön, az utcán. 
Miközben a nácik Bordeaux felé nyomultak, Sousa Mendes alig aludt. A sietségben, hogy mindenkivel foglalkozzon, aláírása egyre rövidebb lett: Aristides de Sousa Mendesről Sousa Mendesre, majd már csak Mendesre változott. A menekültek attól féltek, hogy elveszítik helyüket a sorban, még enni vagy inni sem akartak elmozdulni. Sokszor tört ki verekedés is. Minden nap újabb kétségbeesett tömegek érkeztek dokumentumokért.
A művelet felgyorsítása érdekében segített Sousa Mendes fia, Pedro Nuno, unokaöccse, Cesar és José de Seabra, konzuli titkára is. Egy ember pecsételte az útleveleket, Sousa Mendes aláírta, Seabra pedig a vízumszámot adta ki, mielőtt mindent feljegyeztek a főkönyvbe.
Hogy minél több vízumot tudjanak kiadni egy nap, az iratok egy részét Sousa Mendesen kívül José de Seabra írta alá, ezért sok fennmaradt bordeauxi Sousa Mendes vízum Seabra aláírását viseli. Segített még Manuel de Vieira Braga, a bayonnei portugál alkonzul is, aki több száz vízumot adott ki kérdések nélkül a konzulátus előtt sorakozó menekültek hosszú sorának, felettese, Aristides de Sousa Mendes utasításait követve.
Kruger rabbi a tömegben gyűjtötte az útleveleket, felvitte őket az emeletre, majd amikor elkészültek, visszavitte és szétosztotta őket. 
Június 17-én éjszaka Habsburg Ottó főherceg magántitkára lépett be a konzulátusra. 19 útlevelet adott át, amiket Sousa Mendes lebélyegzett és aláírt. Az egykori királyi család öt autóban utazott, amelyeket két, holmijukkal megtömött teherautó kísért a határ felé. Június 18-án reggel keltek át Spanyolországba.
A konzulátuson több ezer vízumot adtak ki, a legintenzívebb időszak körülbelül tizenkét napig tartott, 1940. június 12-től 23-ig.
A bordeauxi konzulátus előtti tér már majdnem teljesen kiürült, mikor Mendes értesült róla, hogy súlyos helyzet alakult ki délebbre. Telefonon beszélt Portugália Toulouse-i alkonzuljával, és utasította, hogy kezdje meg ott a vízumok kiadását. Ő Bayonneba utazott, ahol körülbelül 20.000 ember várta a vízumát. Főkonzulként átvette az ott lévő konzultól az irányítást, Manuel de Vieira Braga konzul helyettes segítségével ott is elkezdődött a vízumok kiosztása. A bayonne-i konzul jelentette a szabálytalanságot feletteseinek. Miután megérkezett Portugália spanyolországi konzulja, lezáratta a határátkelőt, ezzel ezreket küldve a halálba.
Június 22-én Salazar közvetlenül Sousa Mendesnek írt levelet, melyben megtiltotta, hogy bárkinek vízumot adjon ki Portugáliába való beutazáshoz, majd elküldte Pedro Teotónio Pereira spanyolországi nagykövetet Mendeshez. Pereira miután találkozott a konzullal, azt jelentette feletteseinek, Mendes valószínűleg megzavarodott.
Pereira, tolmácsolva Salazar parancsát, utasította Sousa Mendest, hogy térjen vissza Lisszabonba, aki ehelyett délnek indult, Hendayebe, a spanyol határmenti, francia tengerparti városba, és az ott lévő menekülteknek újabb vízumokat írt alá.
Eközben a Mendes által kiadott dokumentumokat érvénytelennek nyilvánították és a határozatot elküldték a határátkelő helyekre. 
(A New York Times becslése szerint a spanyol határ lezárása miatt 10 000 menekült rekedt a nácik által megszállt Franciaországban. Legtöbbjüket a nácik megölték.)
A „bordeauxi angyal” (ahogy később nevezték) július 8-án jelentkezett feletteseinél Lisszabonban.
Fegyelmi eljárás kezdődött ellene, számos súlyos kihágással vádolták: a 14. körlevél figyelmen kívül hagyása, engedetlenség, a bordeauxi munkahely elhagyása, zsarolás, dokumentumok hamisítása stb.
Sousa Mendes elismerte, hogy az ellene felhozott 15 vád közül néhány igaz. 
Salazar mielőtt meghozták volna az ítéletet, már tájékoztatta a nagyköveteit, hogy Sousa Mendest elbocsátották. 
Az októberben meghozott ítélet szerint Mendest csak lefokozták, de ezt Salazar nem tartotta elég büntetésnek, átvette a fegyelmi eljárás írásos jegyzőkönyvét és elbocsátással lezárta. Sousa Mendes diplomáciai karrierje ezzel véget ért.

## Utolsó évei
Salazar büntetése után Mendes (feleségével és 15 gyermekével együtt) feketelistára került, nem alkalmazták sehol. 
Ikertestvére megpróbált segíteni neki, de őt is elbocsátották diplomata állásából.
Nagyobb gyermekeit kitiltották Portugália egyetemeiről, munkát ők sem kaptak, a család jövedelem nélkül maradt, ezért szétszéledve a világban, emigrálni kényszerültek. Egyik lánya, Clotilde, Mozambikba költözött. Két fia, Carlos és Sebastiaõ (mindketten Kaliforniában születtek, amikor Sousa Mendest San Franciscóba küldték az 1920-as években), bevonultak az Amerikai Egyesült Államok hadseregébe. (Sebastiaõ később részt vett a normandiai partraszállásban.) Luis-Filipe Kanadába költözött, Jean-Paul pedig Kaliforniába.
Mendes háza, birtoka tönkrement, hiába kérvényezte évekig a neki járó nyugdíját, soha nem kapta meg.
Korábbi barátai, kollégái, de még a rokonai sem segítettek nekik. 
Az egyetlen segítséget a COMASSIS-tól kapta (egy portugál-zsidó segélyszervezet, melyet az Amerikai Zsidó Közös Elosztó Bizottság finanszíroz), akik Lisszabonban népkonyhát üzemeltettek a menekülteknek és a szegény családoknak. Itt étkeztek Mendesék is.
1945-ben Mendes agyvérzést kapott, aminek következtében részlegesen lebénult. 
1948-ban felesége is beteg lett, és már nem gyógyult meg, augusztusban meghalt. Halála után egy évvel Mendes feleségül vette 15. gyermekének anyját, Cibialt.
A bátor diplomata élete teljesen tönkrement. Bátorságával, emberségével rengeteg életet mentett meg, ő viszont nagy árat fizetett érte. Elvesztette házát, vagyonát, állását, pozícióját, jó hírnevét, jövedelmét, nyugdíját, barátait, rokonait, gyermekei jövőjét hazájukban, később már az egészségét is, de elfogadta sorsát és tettét soha nem bánta meg:
Nem cselekedhettem volna másképpen, ezért szeretettel elfogadom mindazt, amit rám mér a sors. Ha sok ezer zsidó egy keresztény (Hitler) miatt szenvedett, akkor úgy helyes, ha egy keresztény is szenved a zsidók érdekében.
1954 tavaszán Sousa Mendes újabb agyvérzést kapott, és április 3-án, 68 éves korában a lisszaboni Ferences Kórházban elhunyt. Halálos ágyánál csak az unokahúga volt jelen. Annyira elszegényedett, hogy öltönye sem maradt, ezért a  Szent Ferenc Harmadik Rendjének egyik köntösében temették el.

## Emlékezete

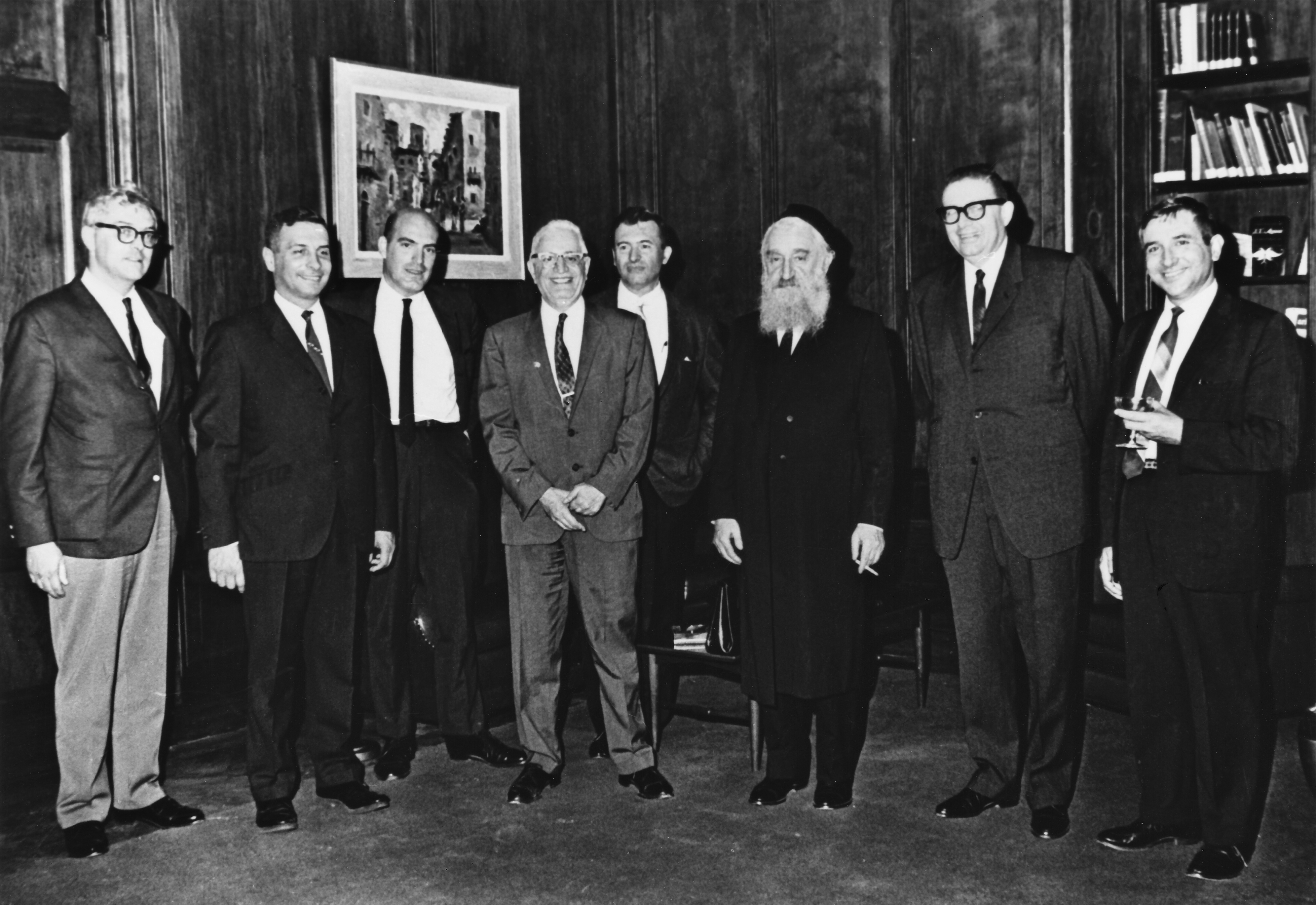
A Jad Vasem ünnepség

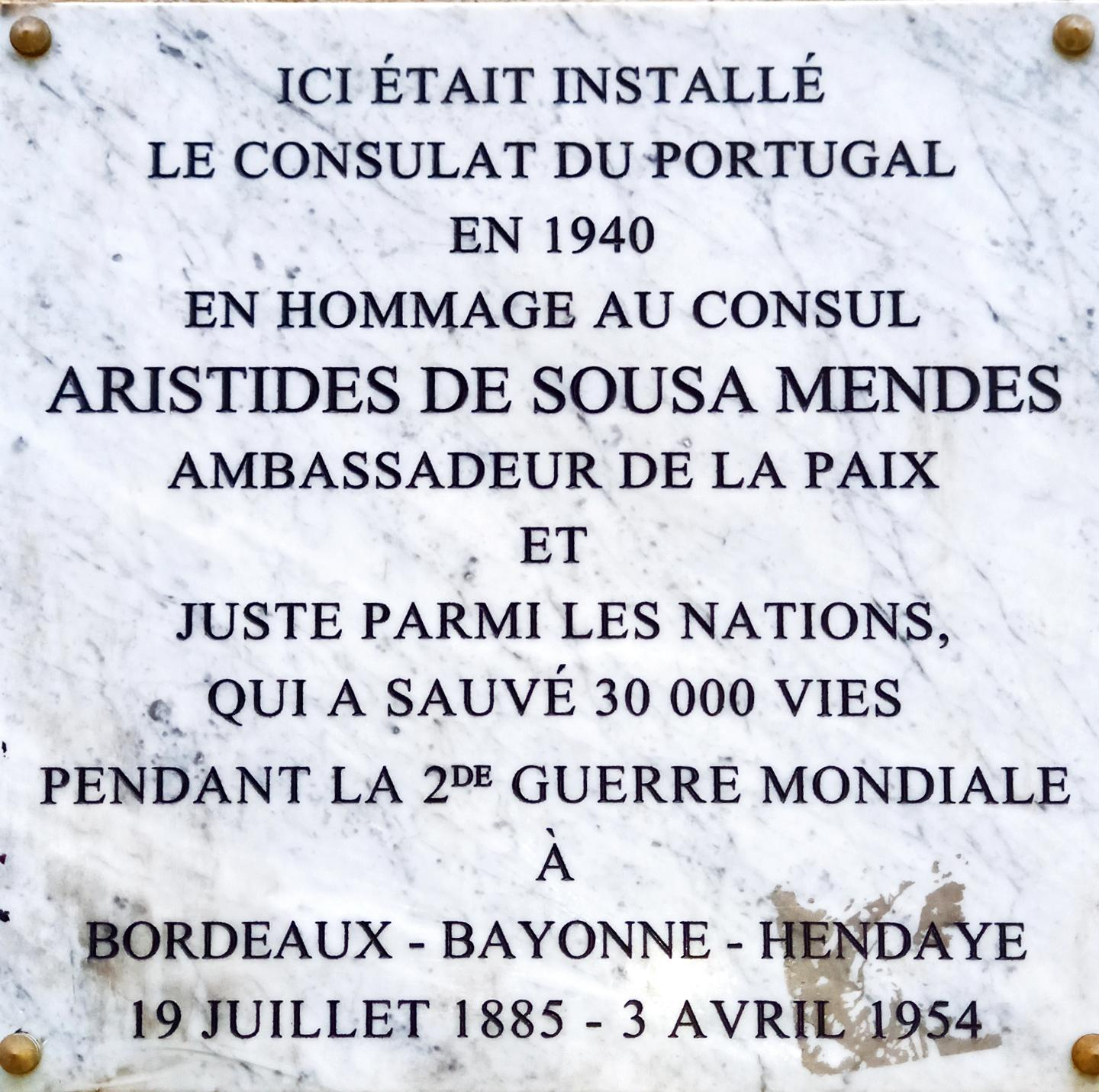
Emléktábla Sousa Mendes tiszteletére, Bayonne-ban, ahol a portugál konzulátus volt

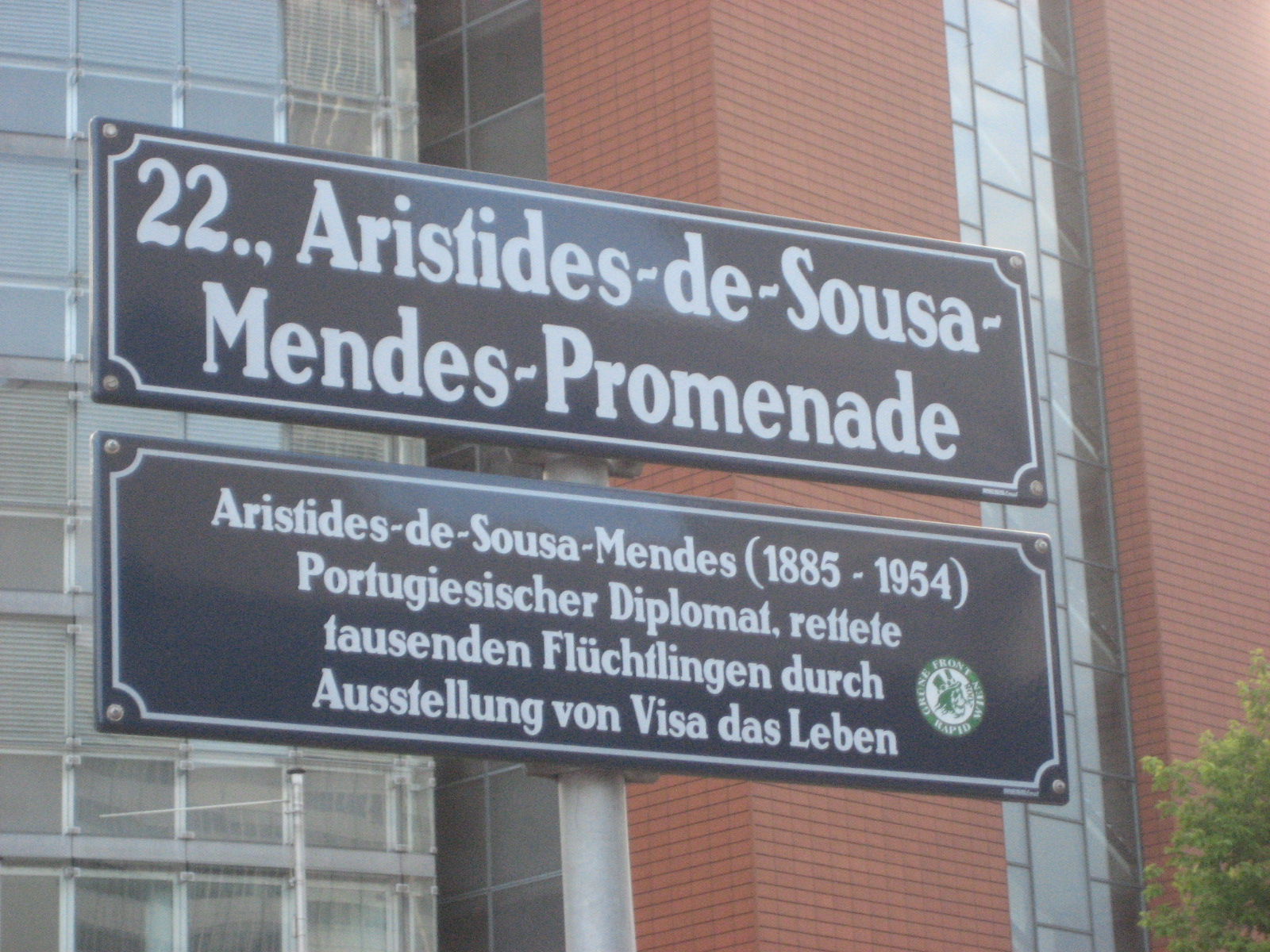
Aristides de Sousa Mendes sétány Bécsben

Sousa Mendes halála után a portugál kormány eltüntette tetteinek nyomait. 
Irene Pimentel, a Lisszaboni Új Egyetem kutatója, azt nyilatkozta: „Senki sem tudott Portugáliában az országon át érkezett menekültekről – még a történészek sem”.
Még Mendes Cibialtól született lánya, Marie-Rose Faure sem tudta, mit tett édesapja a háború alatt.
A háború után Mendes tettét Salazar a maga javára próbálta fordítani és Portugáliát a menekültek biztonságos menedékének feltüntetni. A nemzetgyűlés előtt, a háborúról szóló beszédében, azt mondta: „Milyen kár, hogy nem tehettünk többet."
Pereira nagykövet is azt állította, azért utazott Franciaországba, hogy „minden rendelkezésére álló módon” segítsen a menekülteken.
Sousa Mendes halála előtt arra kérte gyermekeit, töröljék el a nevét, ezzel állítsák vissza a család becsületét. Fiai, lányai, unokái évtizedek óta küzdenek, hogy a világon mindenütt megismertessék Sousa Mendes tetteit.
Hősies cselekedetét csak halála után évtizedekkel később ismerték el. Az első a „Nemzetek Igazai” közé választás volt 1966-ban.
1986-ban az Egyesült Államok Kongresszusának tagjai kiáltványt adtak ki, melyben elismerték a portugál humanitárius tetteit, majd levelet írtak Mário Soaresnek, Portugália elnökének, amelyben kérték, hogy Portugália is tegye meg ugyanezt. Portugália washingtoni nagykövetségén 1987-ben tartott ünnepségen Soares, kormánya nevében bocsánatot kért Sousa Mendes családjától, elismerve, hogy hibáztak és Mendest „a huszadik század legnagyobb hősének” nyilvánította.
1988. március 18-án egyhangú szavazással a portugál parlament eltörölte az ellene hozott vádakat és posztumusz visszahelyezte a diplomáciai testületbe nagyköveti rangra léptetve elő, majd embersége és bátorsága elismeréséül Szabadságrenddel tüntették ki. A lisszaboni Nemzeti Pantheonba, a portugál nemzet legnagyobb hősei közé helyezték kenotáfiumját (földi maradványai felesége mellett a családi kriptában maradtak), valamint Portugália nemzeti örökségének nyilvánították.
1995-ben a „Krisztus Rendjének Nagykeresztjével” is kitüntették. Ugyanebben az évben a franciaországi Bordeauxban Soares elnök felavatta mellszobrát.
1997-ben az Európai Unió nemzetközi tiszteletadást szervezett Sousa Mendes előtt Strasbourgban.
2006-ban egy Sousa Mendes emlékművet állítottak az UNESCO párizsi központjában.
Bordeaux-ban és a portugáliai Santarémben szobrot emeltek számára. Több portugál településen, illetve Tel-Avivban is utcákat neveztek el róla, arcképe több országban bélyegeken szerepel.
A család Sousa Mendes emlékére 2010-ben, Amerikában alapítványt hozott létre, céljuk a megmentettek felkutatása (eddig 3913 személyt dokumentáltak akiknek körülbelül fele zsidó volt), pénzgyűjtés a régi családi ház, a Casa de Passel felújítására és egy múzeum létrehozása.
Az alapítvány elnöke Olivia Mattis zenetudós. (Őt és családjának tizenkét tagját is megmentette a portugál diplomata.)
2014-ben a TAP Portugal légitársaság egyik repülőgépe Sousa Mendes nevét kapta, a lisszaboni zsinagóga falán pedig emléktábla őrzi emlékét. 
2017-ben Marcelo Rebelo de Sousa a „Szabadságrend Nagykeresztjével” tüntette ki Aristides de Sousa Mendest a portugál diplomata halálának 63. évfordulóján.
2021. március 3-án az Egyesült Államok Szenátusa határozatot fogadott el tiszteletére. 2021. július 19-én, 136. születésnapján avatták fel mellszobrát a portugál parlament épületében. 2022-ben Párizsban teret neveztek el róla, melyet emléktábla is jelez.

## Néhány nevezetes személy, akiknek a meneküléséhez Sousa Mendes adott vízumot

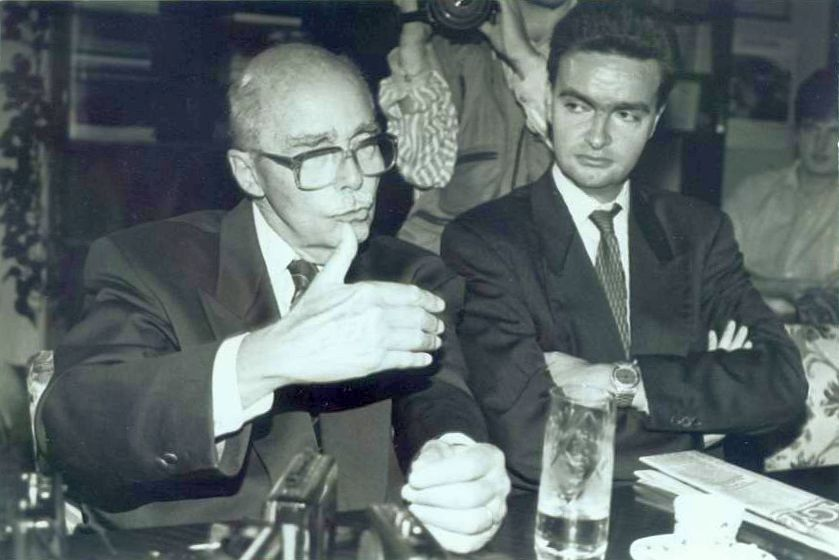
Habsburg Ottó és fia, György

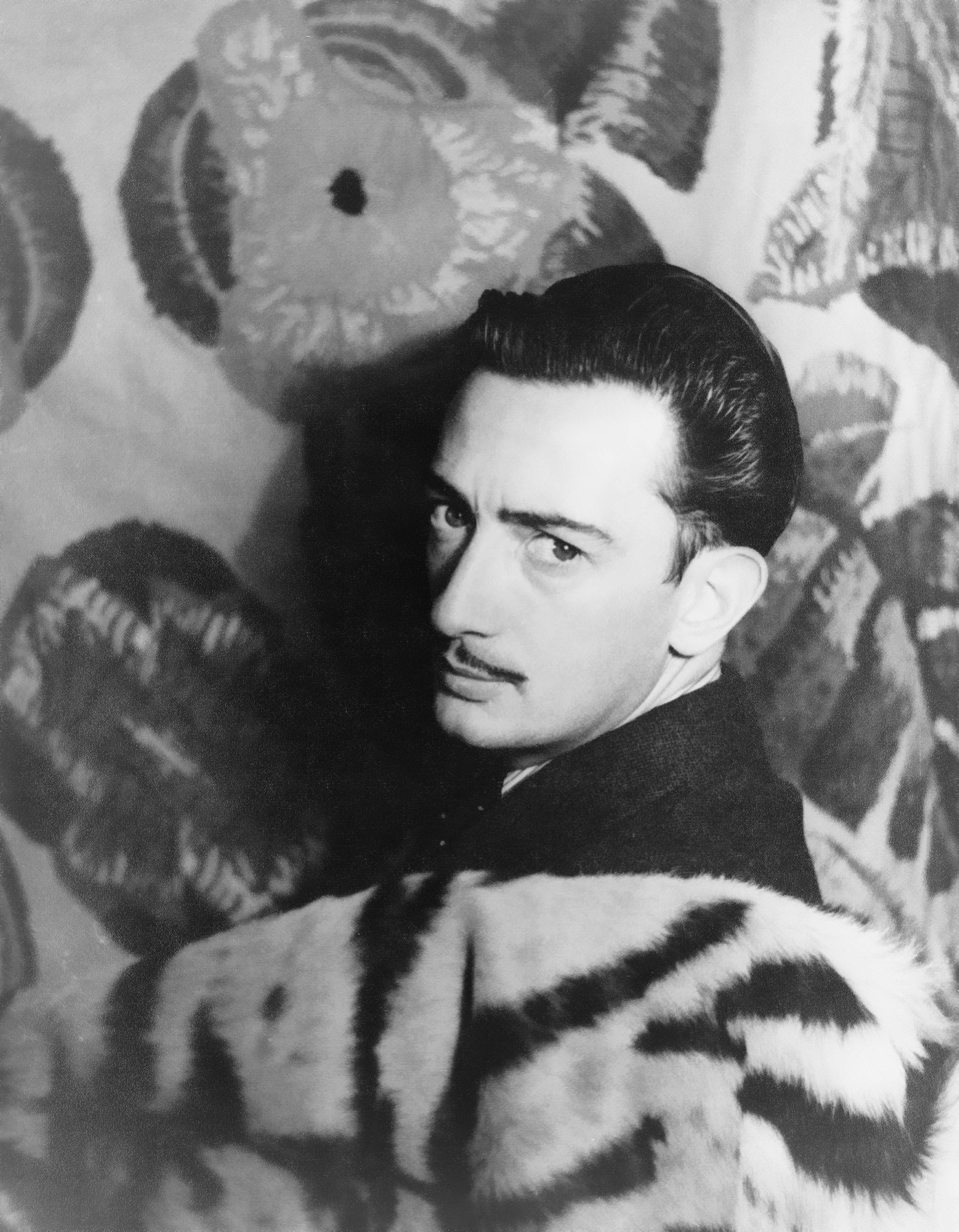
Salvador Dalí 1939-ben

- Habsburg Ottó politikus, közíró, az Európai Parlament volt tagja, osztrák trónörökös[16][37][38]
- Salvador Dalí katalán–spanyol festőművész és felesége Elena Ivanovna Dali (“Gala”)[16][39]
- Hamilton Fish Armstrong amerikai diplomata és lapszerkesztő, a Foreign Affairs folyóirat alapító szerkesztője[37][40]
- Tereska Torrès francia írónő, az egyik első nő, aki Charles de Gaulle-ért harcolt.[37]
- Julian Tuwim zsidó származású lengyel költő[37]
- King Vidor amerikai filmrendező[37][41]
- Grzegorz Fitelberg karmester és hegedűművész[42]
- Witold Małcużyński lengyel zongoraművész[37][43]
- Hélène de Beauvoir újságíró, festő, Simone de Beauvoir nővére[37][44]
- Maurice de Rothschild francia szenátor[37][45]
- Richard de Grab zongoraművész[37]
- Dr. Daniel Mattis zongoraművész[37]
- Leon Moed fizikus[37]
- Dr. Sylvain Bromberge filozófus[37]
- Jean-Michel Frank francia belsőépítész[37]
- Simone Gallimard francia szerkesztő, a Mercure de France kiadó vezetője[37]
- Colette Gaveau zongorista[37]
- Boris Smolar zsidó-amerikai újságíró- és szerkesztő[37][46]
- Robbert Hartog közgazdász[37]
- Dr. Lissy Jarvik holland származású amerikai geriátriai pszichiáter[37]
- Maria Lani filmszínésznő és művészmodell[37]
- Robert Lebel művészettörténész, műkritikus[37]
- Dr. Daniel Mattis fizikus[37]
- Margret Rey amerikai író és illusztrátor[16][37]
- Rachel Rosenthal performanszművész[37]
- Sonia Tomara orosz származású újságíró, akit a második világháború első női haditudósítójaként tartanak számon[37][47]
- Albert de Vleeschauwer belga politikus[37]
- Madeleine Lebeau, a Casablanca színésznője[16][48]
- Marcel Dalio, a Casablanca színésze[16][47]
- Otto Eisler drámaíró (Osso van Eyss), forgatókönyvíró[49]
- Hugo Haas, cseh színész, rendező[50]
- Alexander Liberman, ukrán-amerikai folyóiratszerkesztő, kiadó, festő, fotós, szobrász[51]
- Hendrik Marsman holland költő és író[52]
- Jean-Claude van Itallie, színész színpadi rendező és drámaíró[37][53]
- Albert De Vleeschauwer belga politikus[54]
- Robert Montgomery, színész[55]
- Carlos Radzitzky, költő és jazzkritikus[56]
- Claire Rommer (Klara Strengerova) német színésznő[57]
- Paul Rosenberg, francia műkereskedő[58]
- Antoni Słonimski, lengyel költő, művész, újságíró, dráma- és prózaíró, a Lengyel Írók Szövetségének elnöke[59]
- Eugene Szekeres Bagger magyar származású amerikai kritikus és író[60][61]
- Marian Dąbrowski lengyel újságíró, vállalkozó és kiadó, a második Lengyel Köztársaság legnagyobb és legbefolyásosabb sajtómágnása[62]
- Chaim Kruger rabbi[63]

## Filmek
- Désobéir (Aristides de Sousa Mendes) az IMDb-n. Joël Santoni TV-filmje, Bernard Le Coq-val, France 2 2009. június 12.
- O Cônsul de Bordéus az IMDb-n. Francisco Manso és João Correa filmje, Vítor Nortevel, ősbemutató 2011. szeptember 12-én Izraelben.